# Ghabet Bologna - Wata el Mrouj
Ghabet Bologna - Wata el Mrouj è un  comune (municipalité) del Libano situato nel distretto di al-Matn, governatorato del Monte Libano.